# Francisco Luís da Gama Rosa
Francisco Luís da Gama Rosa Júnior (Uruguaiana, 1851 — Rio de Janeiro, 1918) foi um jornalista e político brasileiro.
Formou-se em medicina no Rio de Janeiro, em 1876.
Foi presidente da província de Santa Catarina, nomeado por carta imperial de 11 de agosto de 1883, de 29 de agosto de 1883 a 9 de setembro de 1884, e da Paraíba, de julho a novembro de 1889.